# 泰国驻青岛总领事馆
泰王国駐青島總領事館是泰国政府在青島市设立的外交代表机构，主要处理山東省所属侨民、企业以及其他领事事务。总领馆于2014年12月正式开馆，馆址设在市南区香港中路9号香格里拉中心1504-1505单元。

## 沿革
2005年7月13日，在2005年第一次泰国国家外交策略委员会会议中提出了在山东省设立总领事馆的建议，并在2005年9月13日的泰国内阁会议中通过了此决议并同意将总领事馆设立在青岛市。
2012年12月27日，泰国外交部发布通知，依照行政机关规章规定，泰王国驻青岛总领事馆为隶属于泰国外交部常任秘书长办公室的行政机关。接着在2013年9月9日的内阁决议中制定了泰王国驻青岛总领事馆总领事的领事管辖范围为山东省。
2014年3月，中国批准泰国在青岛设立总领事馆。泰国外交部指派魏妮达（Vanida Kuttawas）女士筹备与建立总领事馆为并出任第一任泰王国驻青岛总领事馆总领事一职。2014年4月7日，泰国诗琳通公主抵达山东济南进行正式访问，并举行了泰王国驻青岛总领事馆的宗教仪式。

## 历任总领事
| 姓名                    | 任期           |
| ----------------------- | -------------- |
| 魏妮达（วนิดา คุตตวัส）    | 2014.3—2014.12 |
| 宋伟（ทรงวิทย์ นิภาสุวรรณ） | 2015.2—2016.10 |
| 王玉君（นภัสพร ภัทรีชวาล） | 2017.9—2023.9  |
| 商唐（ศฐา อารยะกุล）     | 2024.1—        |